# Schöller-kastély
A Schöller-kastély (más néven Nádasdy-Schöller-kastély) egy középkori alapokra épült klasszicista, később eklektikus stílusban átépített műemlék kastély a Vas vármegyei Csepregen.

## Története
Az épület elődje egy huszita vár volt, amelyet a Kanizsai család a késő középkorban várkastéllyá alakíttatott. Az írásban először 1509-ben említett épület 1532-től a Nádasdyaké, később a Draskovich, majd 1884-ig a Jankovich családé.
Klasszicista átépítése 1808-1811 között Hild Vencel nevéhez fűződik, majd 1880 körül a kastély új, eklektikus külsőt kapott.
1884-ben daruvári Jankovich Gyula gróf eladta a bécsi Schöller cukorgyárnak. Az ingatlan 1927-ben lett állami tulajdon, az épület falai közt később járási szolgabíróság működött, majd 1968-as átépítése után már általános iskolaként funkcionált, és műemléki védelmet kapott. Az új általános iskola felépülése után az épület üresen állt, végül 2011-ben a hozzá tartozó 1,6 hektáros területtel, és az azon található több épülettel együtt egy osztrák befektető 69 millió forintért megvásárolta. Ekkoriban a kastélyhoz tartozó több műemlék épület olyan rossz állapotban volt, hogy néhány közülük összedőlt, többet pedig lebontottak. A kastély később egy kínai befektető tulajdonába került, aki a tervek szerint szállodává alakítaná az épületet, aminek a szomszédos Bük híres fürdője és Ausztria közelsége is kedvez.